# Lindomar Rocha Mota

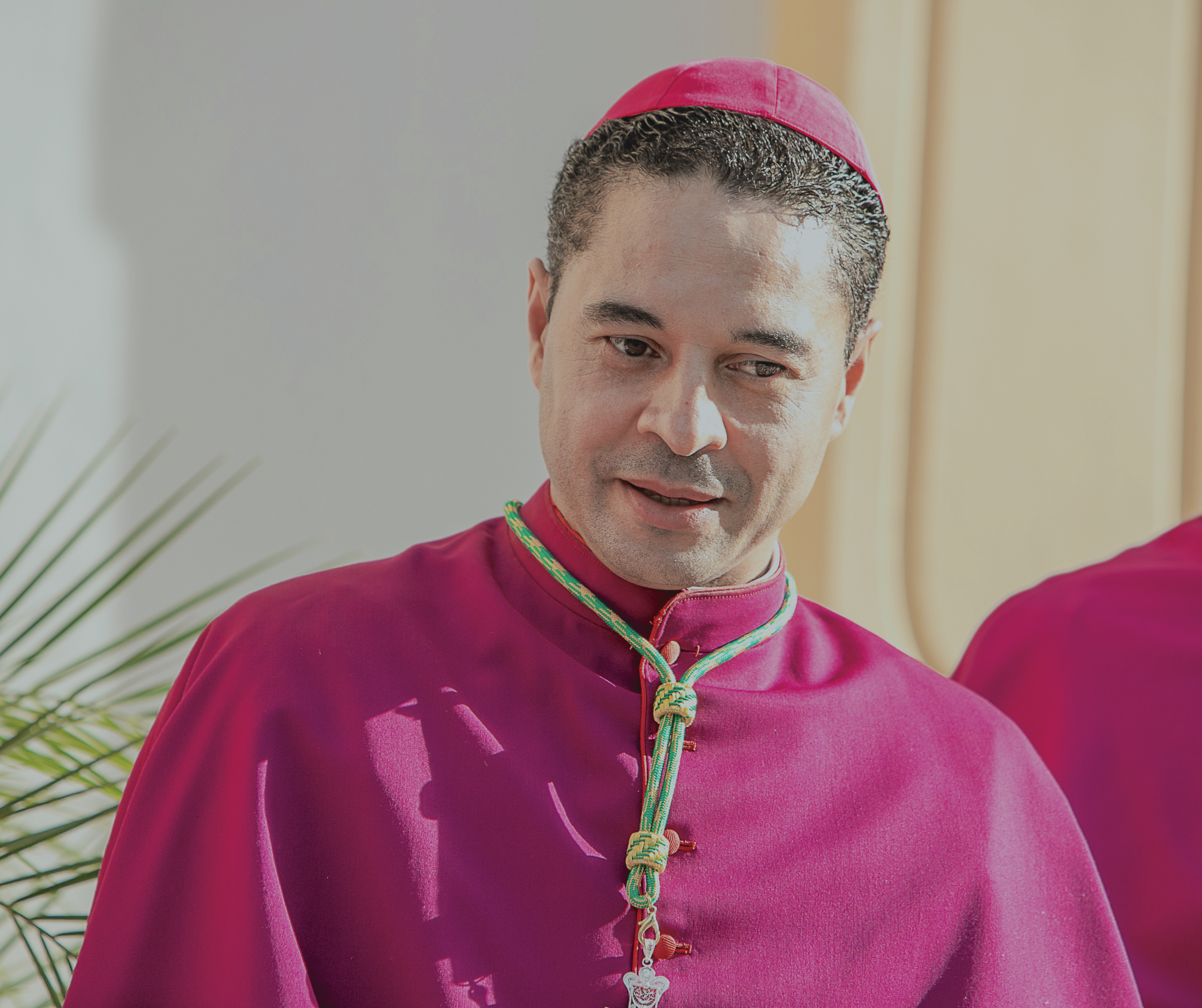
Bischof Lindomar Rocha Mota

Bischofswappen von Lindomar Rocha Mota

Lindomar Rocha Mota (* 20. November 1971 in Arataca, Bahia) ist ein brasilianischer Geistlicher und römisch-katholischer Bischof von São Luís de Montes Belos.

## Leben
Lindomar Rocha Mota studierte Philosophie an der Pontifícia Universidade Católica de Minas Gerais in Belo Horizonte und Katholische Theologie am Päpstlichen Athenaeum Regina Apostolorum in Rom. Rocha Mota wurde am 20. Februar 1998 zum Diakon geweiht und empfing am 26. Juli desselben Jahres in der Kirche Santa Maria della Perseveranza in Rom durch den Erzbischof von Diamantina, Paulo Lopes de Faria, das Sakrament der Priesterweihe. Er erwarb an der Päpstlichen Fakultät Teresianum das Lizenziat im Fach Spiritualität. An der Päpstlichen Universität Gregoriana erwarb er das Lizenziat im Fach Philosophie und wurde in diesem Fach promoviert. Ferner absolvierte Rocha Mota ein Postdoc an der Universität Coimbra.
Von 2000 bis 2003 war Lindomar Rocha Mota Regens des Kleinen Seminars sowie ab 2001 zudem Kanzler der Diözesankurie und ab 2002 Regens des Priesterseminars in Diamantina. Ferner war er von 2002 bis 2013 als Pfarrvikar an der Kathedrale in Diamantina tätig. 2006 wurde Rocha Mota zusätzlich Direktor des Philosophisch-Theologischen Instituts des Erzbistums Diamantina und ab 2007 Spiritual am Priesterseminar in Diamantina sowie Pfarrer der Pfarrei São José in São José da Lagoa. 2013 wurde er Dekan des Dekanats Curvelo. Von 2015 bis 2018 war Lindomar Rocha Mota Pfarrvikar der Pfarrei São Judas Tadeu in Curvelo. Zudem war er Assessor der bischöflichen Kommission für die Glaubenslehre der Brasilianischen Bischofskonferenz sowie Professor am Priesterseminar in Diamantina und an der Pontifícia Universidade Católica de Minas Gerais. 2019 wurde Lindomar Rocha Mota Pfarrer der Pfarrei Santo Antônio in Curvelo.
Am 22. Januar 2020 ernannte ihn Papst Franziskus zum Bischof von São Luís de Montes Belos. Der Erzbischof von Diamantina, Darci José Nicioli CSsR, spendete ihm am 14. März desselben Jahres in der Basilika São Geraldo in Curvelo die Bischofsweihe; Mitkonsekratoren waren der Erzbischof von Belo Horizonte, Walmor Oliveira de Azevedo, und der Erzbischof von Niterói, José Francisco Rezende Dias. Die Amtseinführung erfolgte am 16. Mai 2020. Sein Wahlspruch Gratia et pax multiplicetur („Gnade und Frieden in Fülle“) stammt aus 2 Petr 1,2 .